# Grand Prix automobile de Monza 1930
Le Grand Prix automobile de Monza 1930 (III Gran Premio di Monza) est un Grand Prix qui s'est tenu à Monza le 7 septembre 1930 et disputé par quatre classes: les véhicules de moins de 2 000 cm3, les véhicules de moins de 3 000 cm3, les véhicules de plus de 3 000 cm3 et les véhicules de moins de 1 100 cm3 (voiturettes). Chacune des trois premières catégories qualifie quatre pilotes pour la manche finale, auxquels s'ajoutent les deux meilleurs issus d'une manche de repêchage et deux issus des voiturettes.

## Première manche

### Grille de départ
| 1re ligne | Pos. 1            |                  | Pos. 2        |                 | Pos. 3            |                    | Pos. 4              |                | Pos. 5            |                 |
|           | Sartorio Maserati |                  | Brivio Talbot |                 | Avattaneo Bugatti |                    | Pedrazzini Maserati |                | Étancelin Bugatti |                 |
| 2e ligne  |                   | Pos. 6           |               | Pos. 7          |                   | Pos. 8             |                     | Pos. 9         |                   | Pos. 10         |
|           |                   | Biondetti Talbot |               | Tabacci Bugatti |                   | Von Morgen Bugatti |                     | Fourny Bugatti |                   | Minozzi Bugatti |

### Classement de la course
| Pos. | no | Pilote                      | Écurie                 | Châssis            | Tours | Temps/Abandon              | Grille |
| ---- | -- | --------------------------- | ---------------------- | ------------------ | ----- | -------------------------- | ------ |
| 1    | 11 | Philippe Étancelin          | Privé                  | Bugatti Type 35C   | 14    | 38 min 30 s 0 (149,7 km/h) | 5      |
| 2    | 16 | Heinrich-Joachim von Morgen | Deutsches Bugatti Team | Bugatti Type 35C   | 14    | + 2 s 2                    | 8      |
| 3    | 20 | Giovanni Minozzi            | Privé                  | Bugatti Type 35C   | 14    | + 31 s 2                   | 10     |
| 4    | 10 | Carlo Pedrazzini            | Privé                  | Maserati Tipo 26 B | 14    | + 57 s 2                   | 4      |
| 5    | 12 | Clemente Biondetti          | Scuderia Materassi     | Talbot 700         | 14    | + 1 min 47 s 4             | 6      |
| 6    | 4  | Arrigo Sartorio             | Privé                  | Maserati Tipo 26 B | 14    | + 2 min 8 s 6              | 1      |
| 7    | 18 | Max Fourny                  | Privé                  | Bugatti Type 35C   | 14    | + 2 min 10 s 2             | 9      |
| 8    | 8  | « Avattaneo »               | Privé                  | Bugatti Type 35C   | 14    | + 2 min 16 s 8             | 3      |
| Abd. | 14 | Giovanni Tabacci            | Privé                  | Bugatti Type 35C   | 12    |                            | 7      |
| Abd. | 6  | Antonio Brivio              | Scuderia Materassi     | Talbot 700         | 10    |                            | 2      |
| Np.  | 2  | Raffaelli Toti              | Privé                  | Maserati Tipo 26   |       | Non partant                |        |

- Légende: Abd.=Abandon ; Np.=Non partant

## Deuxième manche

### Grille de départ
| 1re ligne | Pos. 1         |                  | Pos. 2         |                 | Pos. 3             |                    | Pos. 4             |                        | Pos. 5              |                    |
|           | Lehoux Bugatti |                  | Varzi Maserati |                 | Burggaller Bugatti |                    | Arcangeli Maserati |                        | Nuvolari Alfa Romeo |                    |
| 2e ligne  |                | Pos. 6           |                | Pos. 7          |                    | Pos. 8             |                    | Pos. 9                 |                     | Pos. 10            |
|           |                | Fagioli Maserati |                | Dafarra Bugatti |                    | Stefanelli Bugatti |                    | Borzacchini Alfa Romeo |                     | Campari Alfa Romeo |

### Classement de la course
| Pos. | no | Pilote                      | Écurie                    | Châssis            | Tours | Temps/Abandon              | Grille |
| ---- | -- | --------------------------- | ------------------------- | ------------------ | ----- | -------------------------- | ------ |
| 1    | 30 | Luigi Arcangeli             | Officine Alfieri Maserati | Maserati Tipo 26 M | 14    | 36 min 36 s 2 (157,5 km/h) | 4      |
| 2    | 42 | Baconin Borzacchini         | Scuderia Ferrari          | Alfa Romeo P2      | 14    | + 43 s 4                   | 9      |
| 3    | 34 | Luigi Fagioli               | Officine Alfieri Maserati | Maserati Tipo 26 M | 14    | + 1 min 3 s 2              | 6      |
| 4    | 26 | Achille Varzi               | Officine Alfieri Maserati | Maserati Tipo 26 M | 14    | + 1 min 29 s 6             | 2      |
| 5    | 32 | Tazio Nuvolari              | Scuderia Ferrari          | Alfa Romeo P2      | 14    | + 1 min 43 s 2             | 5      |
| 6    | 36 | Mario Dafarra               | Privé                     | Bugatti Type 35B   | 14    | + 3 min 33 s 8             | 7      |
| 7    | 22 | Marcel Lehoux               | Privé                     | Bugatti Type 35B   | 14    | + 3 min 42 s 2             | 1      |
| 8    | 46 | Giuseppe Campari            | Scuderia Ferrari          | Alfa Romeo P2      | 14    | + 6 min 2 s 0              | 10     |
| Abd. | 28 | Ernst Günther Burggaller    | German Bugatti Team       | Bugatti Type 35B   | 1     | Moteur                     | 3      |
| Abd. | 38 | Ugo Stefanelli              | Privé                     | Bugatti Type 35B   | 0     |                            | 8      |
| Np.  | 24 | Philippe Étancelin          | Privé                     | Bugatti Type 35C   |       | Engagé dans le groupe 1    |        |
| Np.  | 40 | Heinrich-Joachim von Morgen | German Bugatti Team       | Bugatti Type 35B   |       | Engagé dans le groupe 1    |        |
| Np.  | 44 | Heinz Ipse                  | Privé                     | Bugatti Type 35    |       | Non partant                |        |

- Légende: Abd.=Abandon ; Np.=Non partant

## Troisième manche

### Grille de départ
| 1re ligne | Pos. 1      | Pos. 2           | Pos. 3                   | Pos. 4                 | Pos. 5        |
|           | E. Maserati | Stapp Duesenberg | Caracciola Mercedes-Benz | Caflisch Mercedes-Benz | Ruggeri Itala |

### Classement de la course
| Pos. | no | Pilote            | Écurie                    | Châssis           | Tours | Temps/Abandon              | Grille |
| ---- | -- | ----------------- | ------------------------- | ----------------- | ----- | -------------------------- | ------ |
| 1    | 48 | Ernesto Maserati  | Officine Alfieri Maserati | Maserati Tipo V4  | 14    | 39 min 25 s 4 (146,2 km/h) | 1      |
| 2    | 52 | Rudolf Caracciola | Daimler-Benz AG           | Mercedes-Benz SSK | 14    | + 24 s 0                   | 3      |
| 3    | 50 | Babe Stapp        | Privé                     | Duesenberg A      | 14    | + 1 min 40 s 4             | 2      |
| 4    | 54 | Federico Caflisch | Privé                     | Mercedes-Benz SS  | 14    | + 3 min 54 s 4             | 4      |
| 5    | 56 | Amedeo Ruggeri    | Privé                     | Itala             | 14    | + 4 min 14 s 6             | 5      |

## Manche de repêchage

### Grille de départ
| 1re ligne | Pos. 1            | Pos. 2         | Pos. 3              | Pos. 4          | Pos. 5             |
|           | Sartorio Maserati | Lehoux Bugatti | Nuvolari Alfa Romeo | Dafarra Bugatti | Campari Alfa Romeo |

### Classement de la course
| Pos. | no | Pilote           | Écurie           | Châssis            | Tours | Temps/Abandon             | Grille |
| ---- | -- | ---------------- | ---------------- | ------------------ | ----- | ------------------------- | ------ |
| 1    | 32 | Tazio Nuvolari   | Scuderia Ferrari | Alfa Romeo P2      | 7     | 20 min 1 s 0 (144,0 km/h) | 3      |
| 2    | 46 | Giuseppe Campari | Scuderia Ferrari | Alfa Romeo P2      | 7     | + 0 s 2                   | 5      |
| 3    | 4  | Arrigo Sartorio  | Privé            | Maserati Tipo 26 B | 7     | + 3 s 6                   | 1      |
| 4    | 36 | Mario Dafarra    | Privé            | Bugatti Type 35B   | 7     | + 2 min 41 s 0            | 4      |
| Abd. | 22 | Marcel Lehoux    | Privé            | Bugatti Type 35B   | 3     | Accident                  | 2      |

- Légende: Abd.=Abandon

## Manche des voiturettes

### Grille de départ
| 1re ligne | Pos. 1           |                 | Pos. 2         |                | Pos. 3          |             | Pos. 4           |                 | Pos. 5         |                   |
|           | Klinger Maserati |                 | Macher DKW     |                | Premoli Salmson |             | Clerici Salmson  |                 | Simons DKW     |                   |
| 2e ligne  |                  | Pos. 6          |                | Pos. 7         |                 | Pos. 8      |                  | Pos. 9          |                | Pos. 10           |
|           |                  | Pratesi Salmson |                | Romano Bugatti |                 | A. Maserati |                  | Garardi Amilcar |                | Bisighin Maserati |
| 3e ligne  | Pos. 11          |                 | Pos. 12        |                | Pos. 13         |             | Pos. 14          |                 | Pos. 15        |                   |
|           | Platé Lombard    |                 | Dourel Amilcar |                | Bucci Lombard   |             | Decaroli Salmson |                 | Scaron Amilcar |                   |
| 4e ligne  |                  | Pos. 16         |                |                |                 |             |                  |                 |                |                   |
|           |                  | Carnevali Rally |                |                |                 |             |                  |                 |                |                   |

### Classement de la course
| Pos. | no  | Pilote             | Écurie                    | Châssis            | Tours | Temps/Abandon              | Grille |
| ---- | --- | ------------------ | ------------------------- | ------------------ | ----- | -------------------------- | ------ |
| 1    | 66  | Luigi Premoli      | Count L. Premoli          | Salmson            | 14    | 43 min 37 s 0 (132,1 km/h) | 3      |
| 2    | 98  | José Scaron        | Privé                     | Amilcar MCO        | 14    | + 5 s 4                    | 15     |
| 3    | 60  | Umberto Klinger    | Privé                     | Maserati Tipo 26 C | 14    | + 2 min 17 s 6             | 1      |
| 4    | 80  | Alfieri Maserati   | Officine Alfieri Maserati | Maserati Tipo 26 C | 14    | + 2 min 27 s 0             | 8      |
| 5    | 88  | Emil Dourel        | Privé                     | Amilcar CO         | 14    | + 2 min 32 s 6             | 12     |
| 6    | 70  | Abele Clerici      | Privé                     | Salmson            | 14    | + 4 min 49 s 6             | 4      |
| 7    | 86  | Luigi Platé        | Privé                     | Lombard            | 14    | + 5 min 14 s 0             | 11     |
| 8    | 72  | Hans Simons        | Privé                     | DKW FWD            | 14    | + 6 min 26 s 2             | 5      |
| 9    | 64  | Gerhard Macher     | Privé                     | DKW RWD            | 14    | + 6 min 41 s 4             | 2      |
| 10   | 64  | Aldo Garardi       | Privé                     | Amilcar            | 14    | + 8 min 30 s 2             | 9      |
| Abd. | 74  | Albino Pratesi     | Privé                     | Salmson            | 13    |                            | 6      |
| Abd. | 96  | Louis Decaroli     | Privé                     | Salmson            | 13    |                            | 14     |
| Abd. | 84  | Ruggiero Bisighin  | Filippo Ardizzone         | Maserati Tipo 26 C | 11    |                            | 10     |
| Abd. | 76  | Emilio Romano      | Privé                     | Bugatti Type 36    | 10    |                            | 7      |
| Abd. | 92  | Piero Bucci        | Privé                     | Lombard            | 3     |                            | 13     |
| Abd. | 100 | Sergio Carnevali   | Scuderia Materassi        | Rally              | 3     |                            | 16     |
| Np.  | 58  | « X »              | Privé                     | Amilcar            |       | Non partant                |        |
| Np.  | 62  | Mario Moradei      | Privé                     | Salmson            |       | Non partant                |        |
| Np.  | 68  | « X »              | Privé                     | Amilcar            |       | Non partant                |        |
| Np.  | 78  | Victor Marret      | Privé                     | Salmson            |       | Non partant                |        |
| Np.  | 90  | « Martinatti »     | Privé                     | Salmson            |       | Non partant                |        |
| Np.  | 94  | Francesco Matrullo | Privé                     | Amilcar            |       | Non partant                |        |
| Np.  | 102 | Luciano Uboldi     | Privé                     | Lombard            |       | Non partant                |        |
| Np.  | 104 | « Dini »           | Privé                     | Amilcar            |       | Non partant                |        |
| Np.  | 106 | « Rolly »          | Privé                     | Derby              |       | Non partant                |        |
| Np.  | 108 | « Ipsale »         | Privé                     | Derby              |       | Non partant                |        |
| Np.  | 2   | Ruggiero Bisighin  | Privé                     | Amilcar            |       | Partant sur Maserati       |        |

- Légende: Abd.=Abandon ; Np.=Non partant

## Manche finale

### Grille de départ
| 1re ligne | Pos. 1              |                          | Pos. 2                 |                | Pos. 3             |             | Pos. 4             |                    | Pos. 5            |                     |
|           | Nuvolari Alfa Romeo |                          | Caflisch Mercedes-Benz |                | Campari Alfa Romeo |             | Minozzi Bugatti    |                    | Stapp Duesenberg  |                     |
| 2e ligne  |                     | Pos. 6                   |                        | Pos. 7         |                    | Pos. 8      |                    | Pos. 9             |                   | Pos. 10             |
|           |                     | Caracciola Mercedes-Benz |                        | Varzi Maserati |                    | E. Maserati |                    | Arcangeli Maserati |                   | Pedrazzini Maserati |
| 3e ligne  | Pos. 11             |                          | Pos. 12                |                | Pos. 13            |             | Pos. 14            |                    | Pos. 15           |                     |
|           | Fagioli Maserati    |                          | Borzacchini Alfa Romeo |                | Scaron Amilcar     |             | Von Morgen Bugatti |                    | Étancelin Bugatti |                     |

- Les positions de Fagioli, Borzacchini, Scaron et Étancelin, sur la troisième et dernière ligne ne sont peut-être pas les leurs.

### Classement de la course
| Pos. | no | Pilote                      | Écurie                    | Châssis            | Tours | Temps/Abandon                  | Grille |
| ---- | -- | --------------------------- | ------------------------- | ------------------ | ----- | ------------------------------ | ------ |
| 1    | 26 | Achille Varzi               | Officine Alfieri Maserati | Maserati Tipo 26 M | 35    | 1 h 35 min 46 s 2 (150,4 km/h) | 7      |
| 2    | 30 | Luigi Arcangeli             | Officine Alfieri Maserati | Maserati Tipo 26 M | 35    | + 0 s 2                        | 9      |
| 3    | 48 | Ernesto Maserati            | Officine Alfieri Maserati | Maserati Tipo V4   | 35    | + 24 s 2                       | 8      |
| 4    | 20 | Giovanni Minozzi            | Privé                     | Bugatti Type 35C   | 35    | + 3 min 37 s 0                 | 4      |
| 5    | 34 | Luigi Fagioli               | Officine Alfieri Maserati | Maserati Tipo 26 M | 35    | + 3 min 37 s 4                 | 11     |
| 6    | 11 | Philippe Étancelin          | Privé                     | Bugatti Type 35C   | 35    | + 4 min 3 s 6                  | 15     |
| 7    | 52 | Rudolf Caracciola           | Daimler-Benz AG           | Mercedes-Benz SSK  | 35    | + 7 min 13 s 8                 | 6      |
| 8    | 50 | Babe Stapp                  | Privé                     | Duesenberg A       | 34    | + 1 tour                       | 5      |
| 9    | 54 | Federico Caflisch           | Privé                     | Mercedes-Benz SS   | 33    | + 2 tours                      | 2      |
| 10   | 98 | José Scaron                 | Privé                     | Amilcar MCO        | 32    | + 3 tours                      | 13     |
| Abd. | 10 | Carlo Pedrazzini            | Privé                     | Maserati Tipo 26 B | 18    | Perte d'une roue               | 10     |
| Abd. | 16 | Heinrich-Joachim von Morgen | German Bugatti Team       | Bugatti Type 35C   | 10    | Pneumatiques                   | 14     |
| Abd. | 42 | Baconin Borzacchini         | Scuderia Ferrari          | Alfa Romeo P2      | 8     | Pneumatiques                   | 12     |
| Abd. | 32 | Tazio Nuvolari              | Scuderia Ferrari          | Alfa Romeo P2      | 7     | Pneumatiques                   | 1      |
| Abd. | 46 | Giuseppe Campari            | Scuderia Ferrari          | Alfa Romeo P2      | 7     | Pneumatiques                   | 3      |
| Np.  | 2  | Luigi Premoli               | Count L. Premoli          | Salmson            |       | Retrait volontaire             |        |

- Légende: Abd.=Abandon ; Np.=Non partant

## Pole position et record du tour
- Pole position
  - Groupe 1 (2 000 cm3) :  Arrigo Sartorio (Maserati) par tirage au sort.
  - Groupe 2 (3 000 cm3) :  Marcel Lehoux (Bugatti) par tirage au sort.
  - Groupe 3 (+ 3 000 cm3) :  Ernesto Maserati (Maserati) par tirage au sort.
  - Repêchage :  Arrigo Sartorio (Maserati) par tirage au sort.
  - Groupe 4 (1 100 cm3) :  Umberto Klinger (Maserati) par tirage au sort.
  - Final :  Tazio Nuvolari (Alfa Romeo) par tirage au sort.
- Meilleur tour en course
  - Groupe 1 (2 000 cm3) :  Carlo Pedrazzini (Maserati) en 2 min 41 s 6 (152,8 km/h) au cinquième tour.
  - Groupe 2 (3 000 cm3) :  Luigi Arcangeli (Maserati) en 2 min 29 s 0 (165,8 km/h) au troisième tour.
  - Groupe 3 (+ 3 000 cm3) :  Ernesto Maserati (Maserati) en 2 min 41 s 4 (153,0 km/h) au neuvième tour.
  - Repêchage :  Tazio Nuvolari (Alfa Romeo) en 2 min 40 s 0 (154,4 km/h) au quatrième tour.
  - Groupe 4 (1 100 cm3) :  Luigi Premoli (Salmson) en 3 min 4 s 2 (134,1 km/h) au neuvième tour.
  - Final :  Achille Varzi (Maserati) en 2 min 30 s 0 (164,7 km/h) au dixième tour.

## À noter
- Les trois Maserati sur le podium sont chaussées de pneus Dunlop et ne rencontrent pas les problèmes que connaît la Scuderia Ferrari.